# Saprosma spathulata
Saprosma spathulata är en måreväxtart som beskrevs av Theodoric Valeton. Saprosma spathulata ingår i släktet Saprosma och familjen måreväxter. Inga underarter finns listade i Catalogue of Life.